# 几何战争
《几何战争》是Bizarre Creations制作的一款电子游戏。最初是《世界街头赛车2》中的一个小游戏，后来升级版《几何战争：复古进化》最终独立发布于Xbox 360平台。该版本成为了Xbox Live Arcade上得到最多下载的游戏。

## 游戏
《几何战争》的游玩目标是尽可能长时间生存，通过摧毁越来越大群的敌人来获得尽可能多的分数。玩家控制爪形船只，可以向任何方向移动，并且可以向各方向开火。玩家携带有限数量的炸弹以供摧毁敌人。随着游戏的进行，玩家可以赚取额外的生命和额外的炸弹，当达到10000点分数时，主武器会升级。

## 开发
游戏最初是Bizarre Creations开发《世界街头赛车》时用来测试Xbox手柄的。开发团队本来并未对它寄予厚望。后来游戏大受欢迎，他们决定将其发展为独立的游戏。开发者Stephen Cakebread最初想让这款独立的游戏更具线性结构，玩家将突破一个又一个关卡。然而，Cakebread很快得知了《变异风暴》，并意识到《复古战争》采用关卡设计会显得雷同，于是放弃了这个设想。
配乐由是Audioantics的Chris Chudley创作的。